# Parafia św. św. Cyryla i Metodego w Lidzbarku Warmińskim
Parafia Świętych Cyryla i Metodego w Lidzbarku Warmińskim – parafia greckokatolicka w Lidzbarku Warmińskim, w dekanacie olsztyńskim eparchii olsztyńsko-gdańskiej. Założona w 1992. Mieści się przy ulicy Wyszyńskiego.